# 林志咏
林志咏（Lim Chi Wing，1995年4月11日—），馬來西亞男子羽毛球运动员。

## 簡歷
林志咏在7岁时开始学打羽毛球，并在吉隆坡育南華小及坤成一校完成小学教育，至13岁时加入武吉加里尔体育学校。他在19岁时被选入馬來西亞國家羽毛球隊，师从叶橙旺，其後则在郑瑞睦麾下受训。
2014年12月，林志咏出戰孟加拉羽毛球國際挑戰賽，贏得男子單打比賽冠軍。
2018年2月林志咏接受专访表示若没能在接下来的一年内取得佳绩将考虑退出国家羽毛球队。

## 主要比賽成績
只列出曾進入準決賽的國際賽事成績：
| 年份   | 賽事                     | 公開賽級別 | 項目     | 成績   |
| ------ | ------------------------ | ---------- | -------- | ------ |
| 2014年 | 樂魚羽毛球國際系列賽     | 國際系列賽 | 男子單打 | 準決賽 |
| 2014年 | 越南羽毛球國際系列賽     | 國際系列賽 | 男子單打 | 冠軍   |
| 2014年 | 孟加拉羽毛球國際挑戰賽   | 國際挑戰賽 | 男子單打 | 冠軍   |
| 2015年 | 印度羽毛球國際挑戰賽     | 國際挑戰賽 | 男子單打 | 準決賽 |
| 2016年 | 越南羽毛球國際系列賽     | 國際系列賽 | 男子單打 | 亞軍   |
| 2016年 | 印度羽毛球國際挑戰賽     | 國際挑戰賽 | 男子單打 | 亞軍   |
| 2017年 | 東南亞運動會羽毛球比賽   | 其他       | 男子團體 | 銀牌   |
| 2018年 | 馬來西亞羽毛球國際系列賽 | 國際系列賽 | 男子單打 | 準決賽 |
| 2022年 | 馬來西亞羽毛球國際挑戰賽 | 國際挑戰賽 | 男子單打 | 準決賽 |

| 2007-2017年 | 首要超級賽 | 超級賽 | 黃金大獎賽 | 大獎賽 | 國際挑戰賽 | 國際系列賽 | 未來系列賽 | 其他 |

| 2018-2026年 | 總決賽 | 超級1000賽 | 超級750賽 | 超級500賽 | 超級300賽 | 超級100賽 | 國際挑戰賽 | 國際系列賽 | 未來系列賽 | 其他 |